# Islam Khodja

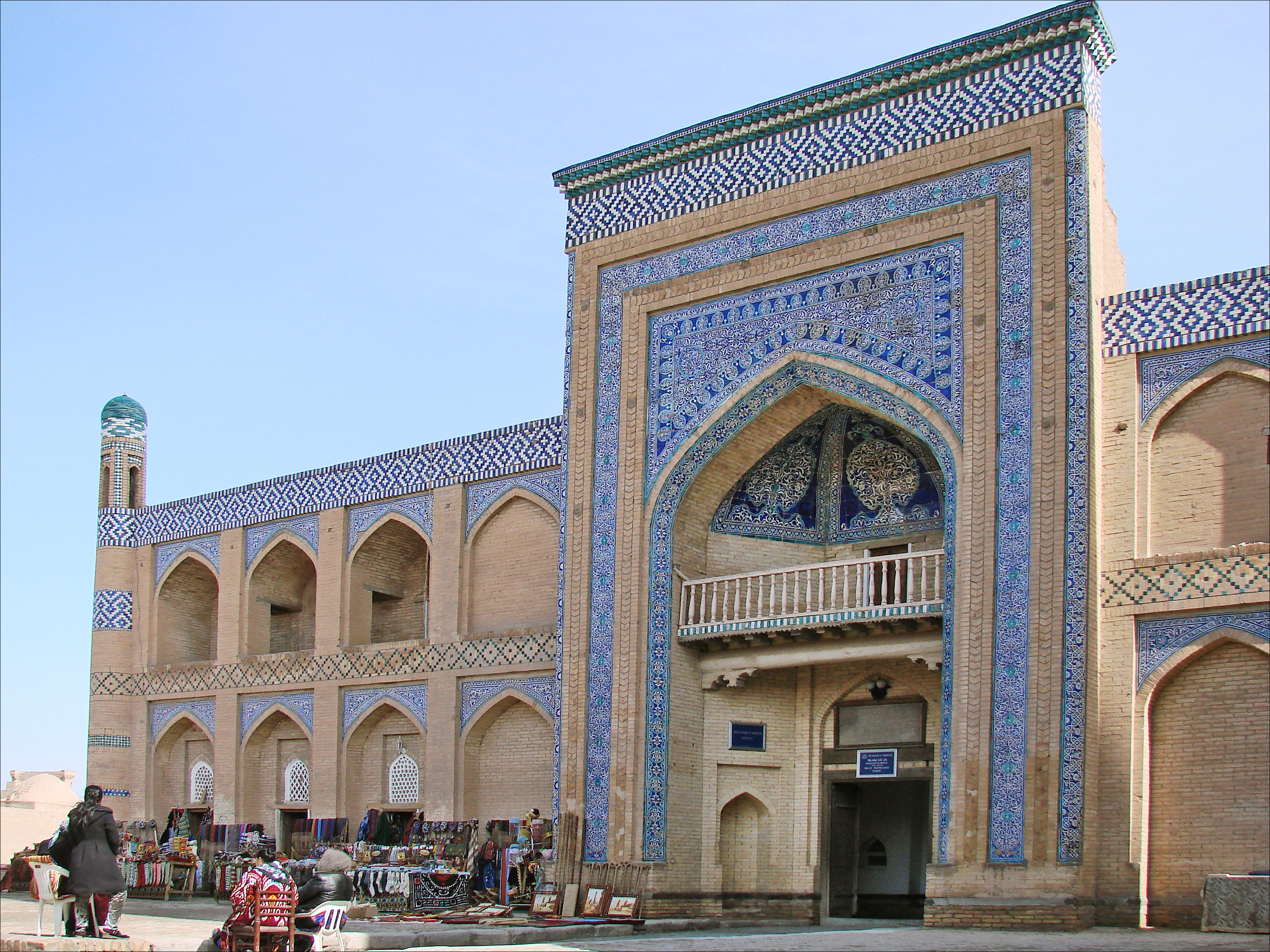
Façade de la médersa Islam Khodja.

Islam Khodja, ou Islamkhodja, est un dignitaire ouzbek qui fut grand vizir du khanat de Khiva de 1907 à 1911.

## Biographie
Islam Khodja joue un rôle de premier plan dans les dernières années du règne de Mouhammad Rahim Khan (mort d'une attaque cardiaque en 1910) et la première année du khan Asfandiar (dont il était également le beau-père). Il finance sur sa propre fortune des exploitations et des filatures de coton, des infirmeries et dispensaires, une poste à Khiva avec un télégraphe ainsi que des écoles laïques, ce qui lui est reproché par les clercs et les marchands réactionnaires du bazar.
Islam Khodja fait construire en 1908-1910 une médersa qui porte son nom avec le minaret le plus haut de la ville.
Le sort du fondateur de la médersa se termine par une tragédie. Le « clergé » sunnite et les marchands du bazar s'opposent à son influence teintée pour eux de modernisme. En rentrant à sa résidence située en dehors de la ville, il est assassiné à coups de couteaux dans la nuit par des hommes de mains, sans doute du ministre de la Guerre, Nazar Beg. Le khan Asfandiar, averti à l'avance, aurait laissé faire.

## Source
- (ru) Cet article est partiellement ou en totalité issu de l’article de Wikipédia en russe intitulé « Ислам-ходжа » (voir la liste des auteurs).